# Onthophagus fumatus
Onthophagus fumatus är en skalbaggsart som beskrevs av D'orbigny 1913. Onthophagus fumatus ingår i släktet Onthophagus och familjen bladhorningar. Utöver nominatformen finns också underarten O. f. orientalis.